# Allocosa tremens
Allocosa tremens là một loài nhện trong họ wolfspinnen (Lycosidae).
Loài này thuộc chi Allocosa. Allocosa tremens được Octavius Pickard-Cambridge miêu tả năm 1876.